# برنج أباد (سراب)
برنج‌ أباد هي قرية في مقاطعة سراب، إيران. عدد سكان هذه القرية هو 354 في سنة 2006.